# Al-Hurriyah, Syria
Al-Hurriyah (tiếng Ả Rập: الحرية) là một ngôi làng ở phía bắc Syria nằm trong phó huyện Qalaat al-Madiq thuộc huyện Al-Suqaylabiyah ở tỉnh Hama. Theo Cục Thống kê Trung ương Syria (CBS), al-Hurriyah có dân số 2.525 người trong cuộc điều tra dân số năm 2004. Cư dân của nó chủ yếu là người Hồi giáo Sunni.